# Andrej Lavrov
Andrej Ivanovič Lavrov (rusko Андрей Иванович Лавров), sovjetski (ruski) rokometaš, * 26. marec 1962, Krasnodar.
Leta 1988 je na poletnih olimpijskih igrah v Seulu v sestavi sovjetske rokometne reprezentance osvojil zlato olimpijsko medaljo.